# Nyżni Remety
Nyżni Remety (ukr. Нижні Ремети) – wieś na Ukrainie, w obwodzie zakarpackim, w rejonie berehowskim, w hromadzie Wełyki Berehy. W 2001 liczyła 865 mieszkańców.